# Irland i olympiska vinterspelen 2014
Irland deltog med fem deltagare vid de olympiska vinterspelen 2014 i Sotji. Ingen av landets deltagare erövrade någon medalj.

## Alpin skidåkning
- Conor Lyne
- Florence Bell

## Längdskidåkning
- Jan Rossiter

## Skeleton
- Sean Greenwood

## Snowboard
- Seamus O'Connor